# Бака, Ли
Ли Бака (англ. Lee Baca) (р. 27 мая 1942, Ист-Лос-Анджелес) — 30-й шериф в округе Лос-Анджелес, возглавлял Департамент шерифа округа Лос-Анджелес с 1988 до 2014.

## Биография
Был избран 30-м шерифом округа Лос-Анджелес после своего начальника Шермана Блока, который также участвовал в выборах, но умер за несколько дней до таковых (даже после смерти остался в избирательном бюллетене и набрал около трети голосов). Приведён к присяге 7 декабря 1998 и после этого переизбирался ещё трижды, на четвёртый срок в 2010. 12 мая 2017 приговорён к трём годам лишения свободы в федеральной тюрьме за участие в схеме по препятствованию расследованию ФБР нарушений в окружных тюрьмах. Явился в тюрьму и начал отбывать наказание 5 февраля 2020.